# 13806 Darmstrong
13806 Darmstrong este un asteroid din centura principală de asteroizi.

## Descriere
13806 Darmstrong este un asteroid din centura principală de asteroizi. A fost descoperit pe 8 decembrie 1998 la Kitt Peak National Observatory în cadrul proiectului Spacewatch. Asteroidul prezintă o orbită caracterizată de o semiaxă mare de 2,94 ua, o excentricitate de 0,08 și o înclinație de 3,1° în raport cu ecliptica.